# 五箇条の御誓文

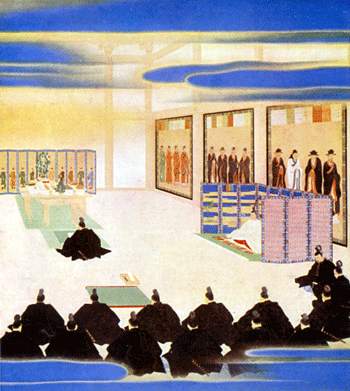
明治元年、京都御所紫宸殿にて五箇条の御誓文を公布されている様子。　聖徳記念絵画館蔵

五箇条の御誓文（ごかじょうのごせいもん、旧字体： 五ヶ條ノ御誓文󠄁 、英: The Charter Oath、五箇条の誓文とも）は、京都御所の正殿・紫宸殿で1868年4月6日（慶応４年/明治元年3月14日） に明治天皇が天神地祇に誓約する形式で、公卿や諸侯などに示した明治政府の基本方針。正式名称は御誓文であり、以下においては御誓文と表記する。

## 沿革

### 起草の過程
明治新政府は大政奉還後の発足当初から「公議」を標榜し、その具体的方策としての国是を模索していた。慶応4年（1868年）1月、福井藩出身の参与・由利公正が、「議事之体大意」五箇条を起案し、次いで土佐藩出身の制度取調参与福岡孝弟が修正し、そのままになっていた。それを同年3月に入って長州藩出身の参与木戸孝允が加筆し、同じく参与の東久世通禧を通じて議定兼副総裁の岩倉具視に提出した。
福岡孝弟は、由利五箇条に対して第一条冒頭に「列矦會議ヲ興シ」（列侯会議ヲ興シ）の字句を入れるなどして封建的な方向へ後退させ、表題も「会盟」に改めたため、列侯会盟の色彩が非常に強くなった。さらに福岡は発表の形式として天皇と諸侯が共に会盟を約する形を提案した。しかし、この「会盟」形式は、天皇と諸侯とを対等に扱うものであり、「諸事神武創業之始ニ原キ」とする王政復古の理念にも反するという批判にさらされた。
そこで、参与で総裁局顧問の木戸孝允は、天皇が天神地祇をまつり、神前で公卿・諸侯を率いて共に誓いの文言を述べ、かつ、その場に伺候する全員が署名するという形式を提案し、これが採用されることとなった。その際、木戸は、
1. 福岡案第一条の「列侯会議ヲ興シ」を「廣ク會議ヲ興シ」（広ク会議ヲ興シ）に改め、
2. 「徴士」の任用期間を制限していた福岡案第五条を削除して、
3. 木戸最終案第四条「旧来ノ陋習ヲ破リ天地ノ公道ニ基クヘシ」を新たに組み込み、
4. 五箇条に続く勅語「我が国未曽有の変革を為んとし、朕、躬を以て衆に先んじ天地神明に誓い、大にこの国是を定め、万民保全の道を立んとす。衆またこの旨趣に基き協心努力せよ」新たに挿入させた

その他、五箇条の順序を体裁良く整え直すなど、大幅に変更を加え、より普遍的な内容にした。また、議定兼副総裁の三条実美も福岡案表題の「会盟」を「誓」に修正したため、木戸による五箇条が「誓文」「御誓文」「五箇条誓文」「五箇条の御誓文」と呼ばれるようになった。木戸は後日、五箇条の意図について「天下の侯伯と誓い、億兆の向ふ所を知らしめ、藩主をして其責に任ぜんと欲し」たと述べている。

### 儀式と布告

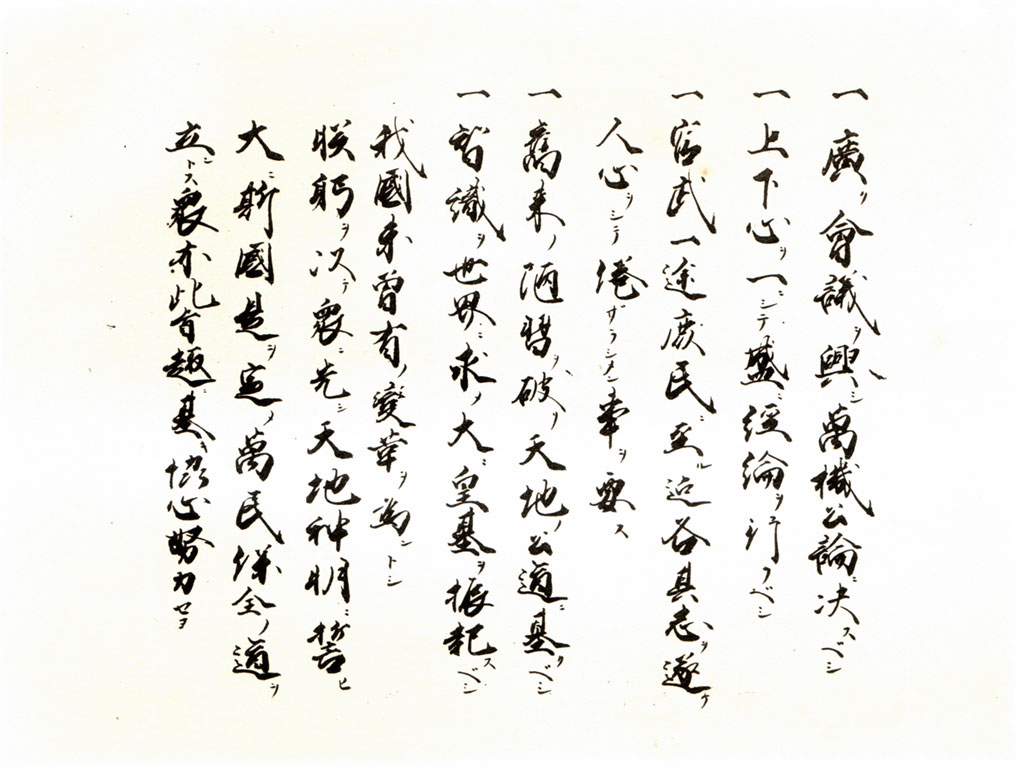
幟仁親王が揮毫した御誓文の原本

御誓文の原本は、天皇の書道指南役であった有栖川宮幟仁親王が勅命によって儀式前日に清書した。
3月14日、京都御所の正殿である紫宸殿にしつらえられた祭壇の前で、「天神地祇御誓祭」と称する儀式が執り行われた。御誓文の内容は、三条実美が神前で読み上げる形式で示された。なお、儀式の前には、天皇の書簡である御宸翰（億兆安撫国威宣揚の御宸翰）が披瀝され国民に下される。
儀式の式次第は以下の通り。まず、同日正午、京都に所在する公卿・諸侯・徴士ら群臣が着座。神祇事務局が塩水行事、散米行事、神おろし神歌、献供の儀式を行った後、天皇が出御。議定兼副総裁の三条実美が天皇に代わって神前で御祭文を奉読。天皇みずから幣帛の玉串を捧げて神拝して再び着座。三条が再び神前で御誓文を奉読し、続いて勅語を読み上げた。その後、公卿・諸侯が一人ずつ神位と玉座に拝礼し、奉答書に署名した。その途中で天皇は退出。最後に神祇事務局が神あげ神歌の儀式を行い群臣が退出した。
御誓文は太政官日誌（官報の前身）をもって一般に布告された。太政官日誌には「御誓文之御写」が勅語と奉答書とともに掲載されたほか、その前後には天神地祇御誓祭の式次第と御祭文や御宸翰が掲載された。

### 政体書体制での御誓文
慶応4年閏4月21日（1868年6月11日）に明治新政府の政治体制を定めた政体書は、冒頭で「大いに斯国是を定め制度規律を建てるは御誓文を以て目的とす」と掲げ、続いて御誓文の五箇条全文を引用した。政体書は、アメリカ合衆国憲法の影響を受けたものであり、三権分立や官職の互選、藩代表議会の設置などが定められ、また、地方行政は「御誓文を体すべし」とされた。このほか、同布告では、諸藩に対して御誓文の趣旨に沿って人材抜擢などの改革を進めることを命じている。
また、各地の人民に対して出された告諭書にも御誓文を部分的に引用する例がある。例えば、同年8月7日（1868年9月22日）の「奥羽処分ノ詔」は御誓文第一条を元に「広く会議を興し万機公論に決するは素より天下の事一人の私する所にあらざればなり」と述べ、同年10月の「京都府下人民告諭大意」は御誓文第三条を元に「上下心を一にし、末々に至るまで各其志を遂げさせ」と述べている。

### 御誓文の復活
その後、政体書体制がなし崩しになり、さらには明治4年（1871年）の廃藩置県により中央集権が確立するに至り、御誓文の存在意義が薄れかけた。明治5年（1872年）4月1日、岩倉使節団がワシントン滞在中、御誓文の話題になった時、木戸孝允は「なるほど左様なことがあった。その御誓文を今覚えておるか」と言い、その存在を忘れていた模様である。この時、御誓文の写しを貰った木戸孝允は翌日には「かの御誓文は昨夜反復熟読したが、実によくできておる。この御主意は決して改変してはならぬ。自分の目の黒い間は死を賭しても支持する」と語った。明治8年（1875年）、木戸孝允の主導により出された立憲政体の詔書で「誓文の意を拡充して…漸次に国家立憲の政体を立て」と宣言。立憲政治の実現に向けての出発点として御誓文を位置付けた。

### 自由民権運動と御誓文
土佐藩出身の板垣退助は御誓文は立憲政治の実現を公約したものとして、明治7年1月12日、征韓論者を集めて愛国公党を設立。同1月17日、民撰議院設立建白書を左院に提出した。特に第一条「広く会議を興し万機公論に決すべし」は、民選議会を開設すべき根拠とされ自由民権運動が高まる中、明治13年（1880年）4月に植木枝盛が起草し片岡健吉・河野広中らが提出した『国会を開設するの允可を上願する書』でも繰り返し述べられている。また1882年（明治15年）の軍人勅諭と1890年（明治23年）の教育勅語で、神格化された天皇への忠誠などが強調されたことにより、御誓文を底流にした自由民権運動の系譜は抑圧されるかたちにもなった。明治憲法制定により帝国議会が開設されるまでの間、自由民権派は御誓文の実現を求めて、これを阻害する政府に対し批判を繰り返した。

### 戦後の御誓文
戦後、昭和21年（1946年）1月1日の昭和天皇の、いわゆる人間宣言において御誓文の全文が引用されている。昭和天皇は幣原喜重郎首相が作成した草案を初めて見た際に、「これで結構だが、これまでも皇室が決して独裁的なものでなかったことを示すために、明治天皇の五箇条の御誓文を加えることはできないだろうか」と述べ、GHQの許可を得て急遽加えられることになった。天皇は後に、
と語っている。
昭和21年（1946年）6月25日、帝国議会の衆議院本会議における大日本帝国憲法改正案である日本国憲法案の審議の初め、当時の吉田茂首相は御誓文に言及して、
と答弁した。このように五箇条の御誓文は日本の民主主義の原理であるとしている 。

## 内容

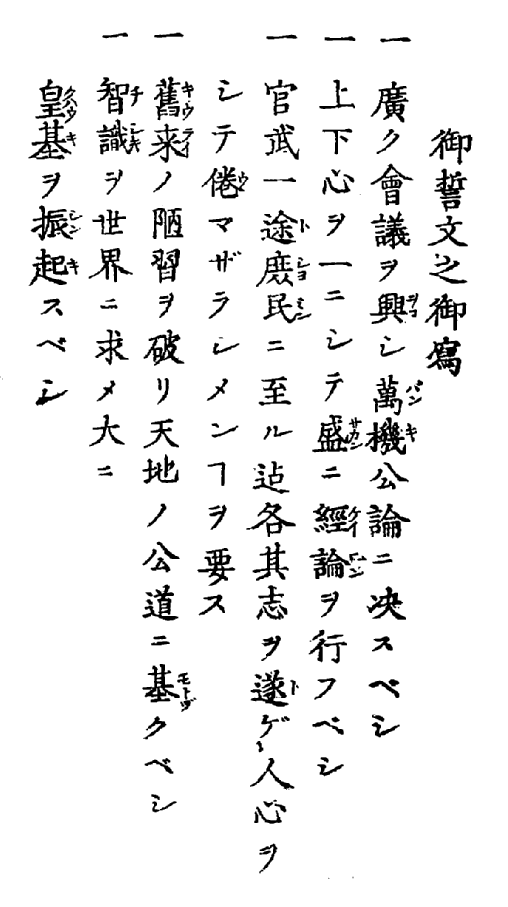
御誓文（太政官日誌掲載、経論は経綸の誤記）

正式な表題は、法令全書によると、「御誓文」である。明治天皇自身がこれを呼ぶときは単に「誓文」という（例えば明治8年（1875年）の立憲政体の詔書）。よく使われる「五箇条の御誓文」などの呼称は、後の時代の通称である。
御誓文の本体は、明治天皇が天神地祇に誓った五つの条文からなる。この他、御誓文には勅語と奉答書が付属している。御誓文の各条および勅語・奉答書について解説すると次の通り。

### 一 廣ク會議ヲ興シ萬機公論ニ決スベシ
- （現代表記）広く会議を興し、万機公論に決すべし。
  - （由利案第五条）万機公論に決し私に論ずるなかれ
  - （福岡案第一条）列侯会議を興し万機公論に決すべし

この条文は、由利案では第五条であったが、福岡によって第一条に移された。その理由は「諸侯会議を以て第一着の事業と考え」たためと福岡自身が回顧している（福岡孝弟『五箇条御誓文と政体書の由来に就いて』大正8年（1919年）に依る。以下、福岡の回顧は特に断らない限りこれに依る）。
前段の「広く会議を興し」については、由利案には「会議」に相当する語はなく、福岡の修正案で「列侯会議」の語があらわれ、これが最終段階で「広く会議」と修正された。福岡は後年「この時平民までも此議会に与らしめる御つもりであったか」と問われ、「それは後から考えればそうも解釈されるが、御恥ずかしい話ですが当時私はまだその考えはなかったです」「広くとは人々の意見を広く集めて会議するというのではなく府藩県にわたりて広く何処にも会議を興すという義です」と答えた。
後段の「万機」は「あらゆる重要事項」の意味。「公論」は公議と同義、または公議輿論の略語であり、「みんなの意見」または「公開された議論」といったような意味である。由利の草稿では、初めは「万機公議」と書き、後で「万機公論」と改めている。

### 一 上下心ヲ一ニシテ盛ニ經綸ヲ行フべシ
- （現代表記）上下心を一にして、さかんに経綸を行うべし。
  - （由利案第二条）士民心を一にし盛に経綸を行ふを要す
  - （福岡案第三条）上下心を一にし盛に経綸を行ふべし

冒頭の「上下」は、由利案では「士民」だったが、福岡の回顧によれば「一層意味を広くするために士民を上下に改めた」という。「心を一にして」は日本国民の団結を表現する当時の決まり文句であり、江戸期の水戸学者の著作から後の教育勅語に至るまで広く使われている。
後段の「経綸」の語の解釈には注意が必要である。由利の出身藩である越前藩のために横井小楠が著した「国是三論」において「一国上の経綸」という章があり、そこでは主に財政経済について論じられていた。当時、経綸の語は一般に馴染みのある語ではなく、江戸版の太政官日誌では経綸を経論と誤記しケイロンとルビを振っていた。福岡は後に回顧して「由利が盛に経綸経綸という文句を口癖のごとく振りまわしていた所であったからそのままにして置いたのである。経綸という字の意味は元は経済とか財政とかを意味していたようであるが、これは説く人々の解釈に任してよいのである」と述べている。一般的には、経綸の語は、経済政策に限らず国家の政策全般を意味するものとして理解される。

### 一 官武一途庶民ニ至ル迄各其志ヲ遂ケ人心ヲシテ倦マサラシメン事ヲ要ス
- （現代表記）官武一途庶民に至る迄、各々その志を遂げ、人心をして倦まざらしめんことを要す。
  - （由利案第一条）庶民志を遂げ人心をして倦まざらしむるを欲す
  - （福岡案第二条）官武一途庶民に至る迄各其志を遂げ人心をして倦まざらしむるを要す

由利案ではこの条文は第一条に置かれ最重視されていた。由利は後の著書「英雄観」で「庶民をして各志を遂げ人心をして倦まざらしむべしとは、治国の要道であって、古今東西の善政は悉くこの一言に帰着するのである。みよ、立憲政じゃというても、あるいは名君の仁政じゃといっても、要はこれに他ならぬのである」と述べている。

### 一 舊來ノ陋習ヲ破リ天地ノ公道ニ基クべシ
- （現代表記）旧来の陋習を破り、天地の公道に基づくべし。
  - （木戸当初案）旧来の陋習を破り宇内の通義に従ふへし

この条文は由利案や福岡案では存在せず、木戸の修正により登場した。木戸当初案の「宇内（うだい）」は「天下」「世界」の別表現である。「通義（つうぎ）」は「広く一般に通用する道理」という意味である（いずれも三省堂『大辞林』第三版）。なお、木戸自身は、久米邦武に「副島種臣の意見を入れたと記憶している」と語っている。
この条文を、戦前の研究者尾佐竹猛は、「旧来の陋習」は鎖国攘夷を指し、「天地の公道」は万国公法すなわち国際法の意味であり、この条文は開国の方針を規定したものとして狭く解釈していた。
しかし、これに対し、稲田正次・松尾正人・佐々木克たちは、「天地の公道」は開国の方針や国際法を示すことだけではなかったと明確に説明している。その理由として、御誓文と同時に出された宸翰に出てくる「旧来の陋習」の語がそもそも鎖国攘夷の意味に限定されていないこと、また木戸孝允自身が「打破すべき封建性」「打破すべき閉鎖性」の意味で「旧習」「旧来の陋習」「陋習」という言葉を広く使用していること、また、大久保利通でさえ木戸の「旧来の陋習」と同じ意味のことを「因循の腐臭」とより痛烈に批判していること、つまり、薩長いずれも密留学をさせ倒幕に立ち上がった開明的雄藩であったにもかかわらず長州の木戸より薩摩の大久保のほうが藩主父子・出身藩の内部事情などのためにより批判的にならざるを得ない危険な封建性・閉鎖性をより自覚していたということ（寺田屋事件～西南戦争）、更に、岩倉具視も他の文書で「天地の公道」という全く同じ言葉を万国公法とはおよそ次元の異なる「天然自然の条理というような意味」で用いていることなどが挙げられている。総じて、「天地の公道」（木戸当初案では「宇内の通義」）とは、普遍的な宇宙の摂理に基づく人の道を指しているものと解される。

### 一 智識ヲ世界ニ求メ大ニ皇基ヲ振起スべシ
- （現代表記）智識を世界に求め、大いに皇基を振起すべし。
  - （由利案第三条）智識を世界に求め広く皇基を振起すへし
  - （福岡案第四条）智識を世界に求め大に皇基を振起すべし

前段の「智識を世界に求め」については、前述の横井小楠「国是三論」に「智識を世界万国に取て」とあり、ここから採られたものとみられる。後段の「皇基」とは「天皇が国を治める基礎」というような意味である。
福岡はこの条文を「従来の鎖国的陋習を打破して広く世界の長を採り之を集めて大成するの趣旨である」と回顧している。

### 勅語

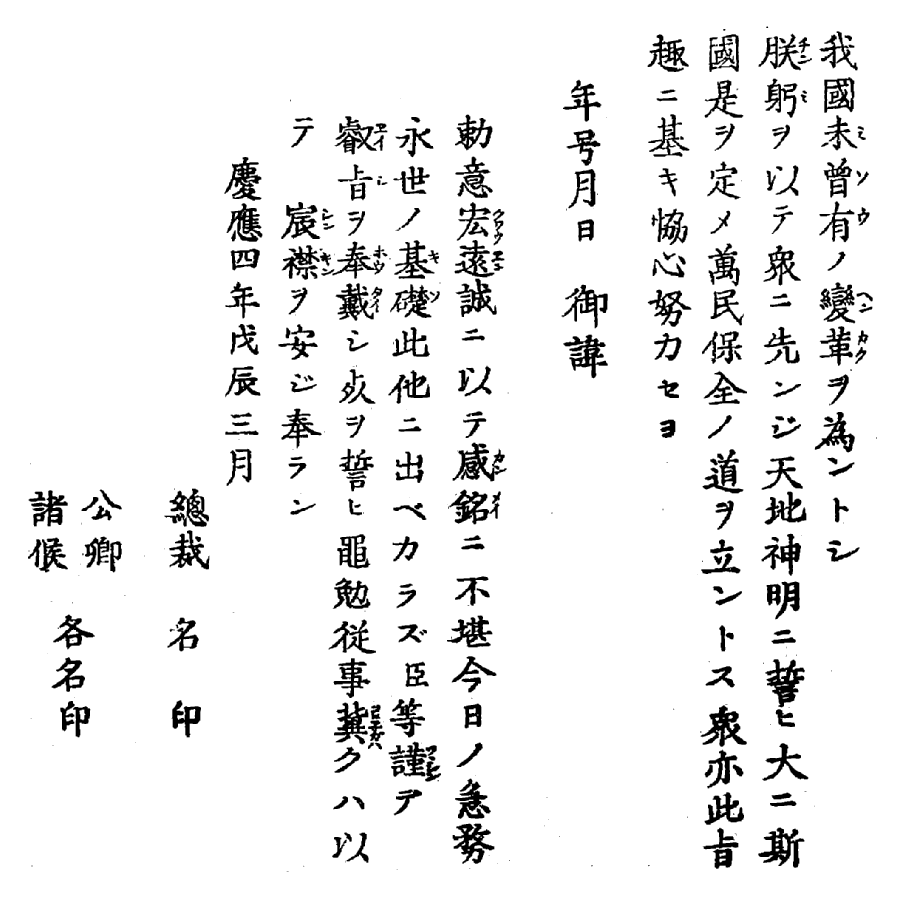
勅語と奉答書（太政官日誌掲載）

- （現代表記）我が国未曾有の変革を為んとし、朕、躬を以て衆に先んじ天地神明に誓い、大にこの国是を定め、万民保全の道を立んとす。衆またこの旨趣に基き協心努力せよ。年号月日 御諱
- （意味）我が国は未曾有の変革を為そうとし、わたくし（天皇）が自ら臣民に率先して天地神明に誓い、大いにこの国是を定め、万民を保全する道を立てようとする。臣民もまたこの趣旨に基づき心を合わせて努力せよ。

この勅語は、明治天皇が神前で五箇条を誓った後、群臣に向けて下した言葉である。これは三条実美が読み上げている。
勅語中「年号月日」とある箇所は、実際の日付が記されている。「御諱」とは実名であり、ここには明治天皇の実名（睦仁）が記されている。

### 奉答書
- （現代表記）勅意宏遠、誠に以て感銘に堪えず。今日の急務、永世の基礎、この他に出べからず。臣等謹んで叡旨を奉戴し死を誓い、黽勉従事、冀くは以て宸襟を安じ奉らん。慶応四年戊辰三月 総裁名印 公卿諸侯各名印
- （意味）天皇のご意志は遠大であり、誠に感銘に堪えません。今日の急務と永世の基礎は、これに他なりません。我ら臣下は謹んで天皇の御意向を承り、死を誓い、勤勉に従事し、願わくは天皇を御安心させ申し上げます。

奉答書は、群臣が天皇の意志に従うことを表明した文書であり、総裁以下の群臣の署名がある。3月14日当日には411名の公卿と諸侯が署名し、残りの者は後日署名した。署名者には公卿と諸侯のほか、同年5月に天皇に直属する朝臣となった旧幕府旗本のうち千石以上の領地を持つ者も加わった。また、戊辰戦争で討伐の対象になった旧幕府方の諸藩も新政府から宥免が認められた後に署名を行っている。最終的には、公卿と諸侯は総計544名、その他288名が署名した。なお、美作鶴田藩のみ、当主の病気と名代となる世継ぎが幼少でいずれも上京出来ない状態であることを理由に署名の猶予が認められたまま、最終的には廃藩置県のために署名を行わなかった（詳細な経緯については松平武聰を参照）。

## 備考
- 木戸孝允による五箇条が、天下に布告すべき日本国の国是として明治天皇の裁可を受け、明治元年3月14日（1868年4月6日）、誓約された。
- 天神地祇御誓祭で三条実美が御誓文を読み上げる光景を日本画家の乾南陽が描き、昭和3年に旧土佐藩主の山内家が明治神宮に奉納した。『五箇條御誓文』と題して明治神宮外苑聖徳記念絵画館で展示されている。教科書や歴史書にもよく載っている。
- 平成17年（2005年）7月7日、由利公正が作成し福岡孝弟の加筆訂正のある草稿が競売にかけられる旨の報道があり、5日後に福井県が2388万8000円で落札したと発表した。福井県立図書館（福井市）・福井県立若狭図書学習センター（小浜市）で公開された。
- 静岡県立大学国際関係学部助教の平山洋は、五箇条の御誓文と福澤諭吉の『西洋事情』との類似点を指摘している[16]。『西洋事情』（初編、第一）冒頭の小引（序文）の日付は「慶應二年丙寅七月」（慶応2年7月、1866年8月）で、これは由利が御誓文の元を起草する1年半ほど前である。御誓文の各条と類似する文章の対応は、以下の通りである。
  1. 御誓文第一条 - 『西洋事情』（初編、第一）の最初にある英国の政治機構の説明。
  2. 御誓文第二条 - 『西洋事情』（初編、第一）から、「文明政治の六条件」の第五条件である「保任安穏」（ほにんあんのん）。
  3. 御誓文第三条 - 『西洋事情』（初編、第一）から、「文明政治の六条件」の第一条件である「自主任意」。
  4. 御誓文第四条 - 『西洋事情』（初編、第二）に全文掲載されているアメリカ独立宣言の最初。
  5. 御誓文第五条 - 『西洋事情』（初編、第一）から、「文明政治の六条件」の第三条件である「技術文学ヲ励マシテ新発明ノ路ヲ開ク」。
- 同日に天皇の御名で「億兆安撫国威宣揚の御宸翰」が告示され「天皇自身が今後善政をしき、大いに国威を輝かすので、臣民も旧来の陋習を捨てよ」と説かれている。
- イギリス外交官ジョン・ガビンズが1922年に著した明治維新史に関する著書には、条文の曖昧さについて批判がある[17]。